# Milan Bomaštar
Milan Bomaštar, né le 10 juillet 1999 à Novi Sad, est un handballeur international serbe évoluant au poste de gardien de but au C' Chartres Métropole handball.

## Biographie

### Enfance et débuts à Šabac
Originaire de Novi Sad, sur les rives du Danube, Milan Bomaštar débute le handball dans les buts du Metaloplastika Šabac en première division serbe. Il y connaît deux campagnes européennes en Coupe Challenge (C4) en 2016/17 et en Coupe de l'EHF (C3) en 2019/20,.

### Espagne et Suède (2021-2023)
En 2021, Milan Bomaštar quitte le Metaloplastika Šabac après six saisons en senior et rejoint l'Espagne et l'Ademar Léon (D1) pour trois saisons contre une indemnité de transfert et remplace numériquement le départ de l'Algérien Khalifa Ghedbane. À seulement 21 ans, il est pourtant le plus âgé des gardiens de l'équipe, aussi composée de l'international grec Panagiotis Papantonopoulos et du madrilène Carlos Honrado. Le serbe dispute également l'EHF Cup avec le club espagnol. Titulaire dans les buts lors de sa première saison en championnat d'Espagne, il réalise une performance jugée comme irrégulière avec 251 arrêts, quatrième plus haut total de la compétition, à 27,83% d'efficacité. En fin de saison, Bomaštar se rend coupable d'un excès de vitesse entraînant son non-renouvellement de contrat de travail pour la saison 2022-23. Le club est contraint de résilier le contrat du joueur début août 2022,.
Libre contractuellement, le portier serbe traverse alors l'Europe et découvre la D1 suédoise, au IFK Skövde fin août 2022.

### Chartres (depuis 2023)
En octobre 2022, le C' Chartres MHB annonce le recrutement de Milan Bomaštar pour compenser le départ de Julien Meyer et l'arrêt de Nebojša Grahovac. Alors troisième gardien de l'équipe de Serbie, Milan est recruté par son sélectionneur Toni Gerona pour trois ans à partir de la saison 2023-2024 et devient le quatrième Serbe de l'effectif chartrain, après Ilija Abutović, Vanja Ilić et Aleksa Kolaković. Il y retrouve Nebojša Stojinović croisé en tant qu'entraîneur des gardiens trois ans plus tôt à Šabac.
Le gardien serbe est élu meilleur portier de la huitième journée de championnat de France après le match contre Ivry et ses treize arrêts à 42% de réussite (29-24). Lors de la 19e journée de Liqui Moly Starligue, Chartres crée la surprise sur le parquet de Chambéry (25-30) notamment grâce à une série de trois arrêts de Milan Bomaštar (dix au total) dans le dernier tiers du match.

### En équipe nationale
International serbe depuis 2020, Milan Bomaštar compte deux sélections avant le Championnat d'Europe début 2022. Il est retenu pour la phase finale par le sélectionneur Toni Gerona en tant que troisième gardien de but derrière Vladimir Cupara et Dejan Milosavljev (en). La sélection serbe termine à la quinzième place.
À l'été 2022, Milan Bomaštar est sélectionné pour disputer les Jeux méditerranéens. L'équipe de Serbie perd en demi-finale contre l'Espagne (42-38), avec Bomaštar auteur de douze parades à 27% de réussite, mais obtient la troisième place.
Pour le Championnat du monde début 2023, Toni Gerona compose le même trio qu'à l'Euro 2022 avec Bomstar, qui évolue maintenant au IFK Skövde, comme troisième gardien de but derrière Cupara et Milosavljev.
En octobre 2023, Milan Bomaštar, qui a rejoint le C'Chartres MHB en championnat de France, est toujours troisième portier de la sélection serbe en préparation de l'Euro 2024, derrière Cupara et Milosavljev, et retenu pour la phase finale deux mois plus tard, sans temps de jeu probable si les deux premiers sont bien physiquement.

## Palmarès
- Jeux méditerranéens
  -  Troisième : 2022

## Statistiques
| Saison                | Club                           | Championnat           | Championnat | Championnat | Coupe(s) nationale(s) | Coupe(s) nationale(s) | Compétition(s) continentale(s) | Compétition(s) continentale(s) | Compétition(s) continentale(s) | Serbie | Serbie | Total | Total |
| Saison                | Club                           | Division              | M.          | B.          | M.                    | B.                    | Comp.                          | M.                             | B.                             | M.     | B.     | M.    | B.    |
| 2015-2016             | RK Metaloplastika Šabac        | D1                    | -           | -           | -                     | -                     | C4                             | -                              | -                              | -      | -      | 0     | 0     |
| 2016-2017             | RK Metaloplastika Šabac        | D1                    | -           | -           | -                     | -                     | C3                             | -                              | -                              | -      | -      | 0     | 0     |
| 2017-2018             | RK Metaloplastika Šabac        | D1                    | -           | -           | -                     | -                     | -                              | -                              | -                              | -      | -      | 0     | 0     |
| 2018-2019             | RK Metaloplastika Šabac        | D1                    | -           | -           | -                     | -                     | -                              | -                              | -                              | -      | -      | 0     | 0     |
| 2019-2020             | RK Metaloplastika Šabac        | D1                    | -           | -           | -                     | -                     | C3                             | -                              | -                              | -      | -      | 0     | 0     |
| 2020-2021             | RK Metaloplastika Šabac        | D1                    | 28          | 1           | -                     | -                     | -                              | -                              | -                              | -      | -      | 28    | 1     |
| 2021-2022             | CB Ademar Léon                 | D1                    | 30          | 9           | 4+1                   | -                     | C3                             | 2                              | -                              | 3      | -      | 40    | 9     |
| 2022-2023             | IFK Skövde HK                  | D1                    | 25          | -           | -                     | -                     | -                              | -                              | -                              | 2      | -      | 27    | 0     |
| 2023-2024             | C' Chartres Métropole handball | D1                    | 20          | 2           | 1                     | -                     | -                              | -                              | -                              | -      | -      | 21    | 2     |
| Total sur la carrière | Total sur la carrière          | Total sur la carrière | 103         | 12          | 6                     | 0                     | -                              | 2                              | 0                              | 18     | 0      | 129   | 12    |